# San Miguel Corporation

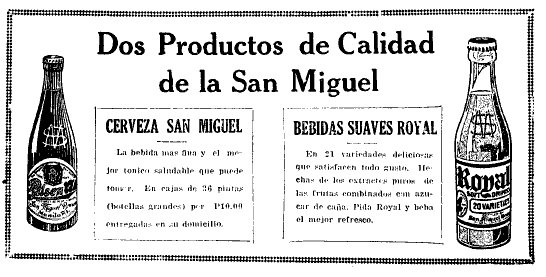
Anunci aparegut el 27 de gener de 1924 a la revista satírica en castellà publicada a Manila Aray.

San Miguel Corporation és l'empresa d'alimentació més important de les Filipines. És la propietària de la San Miguel Brewery, fabricant de la cervesa San Miguel. També és propietària d'equips de basquetbol.

## Divisions i subsidiaries

### San Miguel Brewery, Inc.
- San Miguel Brewery Hong Kong Ltd.

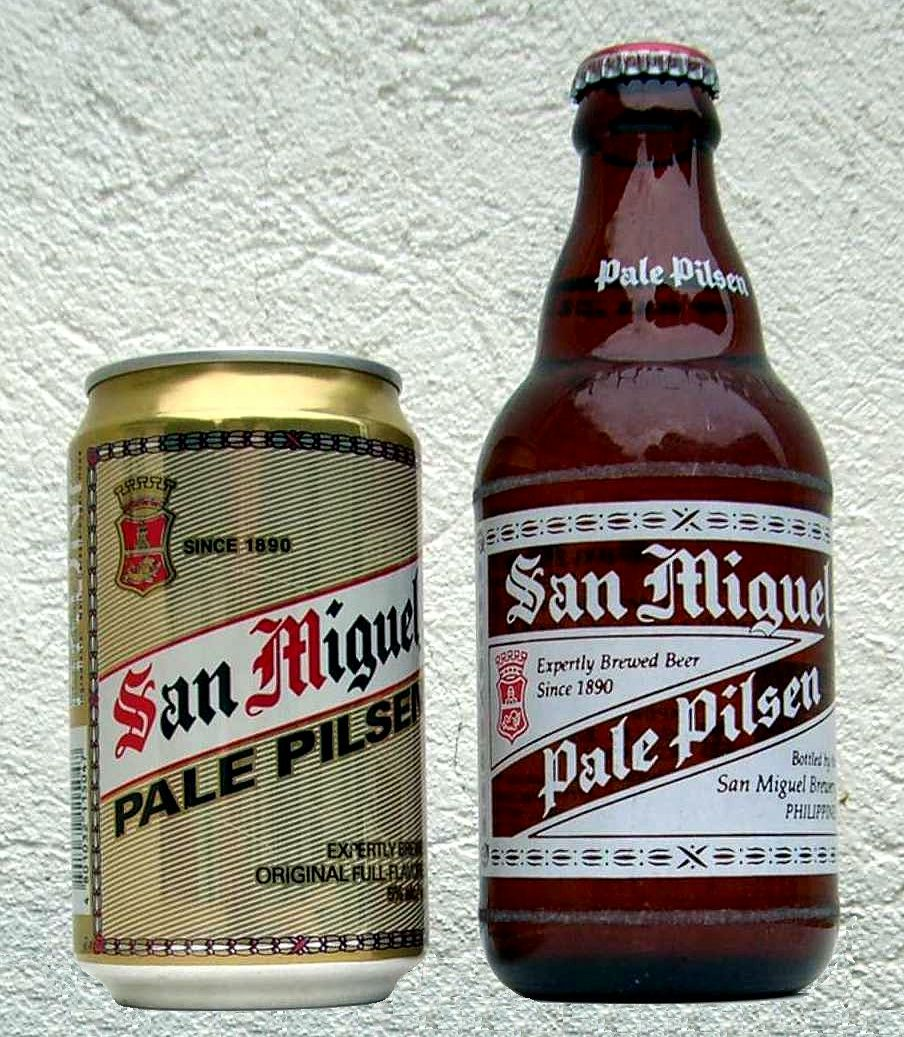
Cerveses San Miguel.

- Guangzhou San Miguel Brewery Co. Ltd.
- San Miguel Ritchie Brewery Co. Ltd.
- San Miguel Baoding Brewery Co. Ltd.
- San Miguel Brewery Vietnam Ltd.
- San Miguel Beer Thailand Ltd.
- San Miguel Marketing Thailand Ltd.
- PT Delta Djakarta Tbk

### San Miguel-Pure Foods Co., Inc
- San Miguel Foods Inc.
- Poultry Business
- Feeds Business
- Monterey Foods Corp.
- San Miguel Mills Inc.
- Agribusiness
- Pure Foods Hormel Co. Inc.
- PT San Miguel Pure Foods Indonesia
- Magnolia
- San Miguel Pure Foods (VN) Co. Ltd.
- King's Creameries Ltd.
- Vida

Asia Corp.
- San Miguel Yamamura Fuso Mold Corp.
- San Miguel Rengo Packaging Corp.
- Mindanao Corrugated & Fibreboard Inc.
- SMYPC Manila Glass Plant
- SMYPC Mandaue Glass Plant
- SMYPC Manila Plastics Plant
- SMYPC Metal Closures & Lithography Plant (San Fernando, Canlubang, Mandaue)
- SMYPC Metal Container Plant
- SMYPC Rightpak Plant
- SMYPC PET & Caps Plant Plant
- SMYPC Beverage Packaging Plants (San Fernando, Cebu, Davao)
- Zhaoqing San Miguel Glass Co. Ltd.
- San Miguel Yamamura Haiphong Glass Co. Ltd.
- Foshan San Miguel Packaging Co.
- San Miguel Sampoerna Packaging Industries
- San Miguel Phu Tho Packaging Co. Ltd.
- San Miguel Packaging & Printing Sdn Bhd
- San Miguel Plastic Films Sdn Bhd
- San Miguel Woven Products Sdn Bhd
- Packaging Research Centre Sdn Bhd

### Altres negocis
- Anchor Insurance Brokerage Corp.
- San Miguel Properties, Inc.
- SMC Stock Transer Service Corp.
- SMITS Inc.
- San Miguel Holdings Inc.
- San Miguel Shipping & Lighterage Corp.
- ArchEn Technologies Inc.
- Bank of Commerce (34,3% ownership)

### Equips deBasquetbol
- A la Philippine Basketball Association:
  - Barangay Ginebra Kings
  - Purefoods Tender Juicy Giants
  - San Miguel Beermen
- A la Philippine Basketball League:
  - Magnolia Purewater Wizards

### The San Miguel Foundation for the Performing Arts
- The San Miguel Philharmonic Orchestra
- The San Miguel Master Chorale